# Jaume Aragall

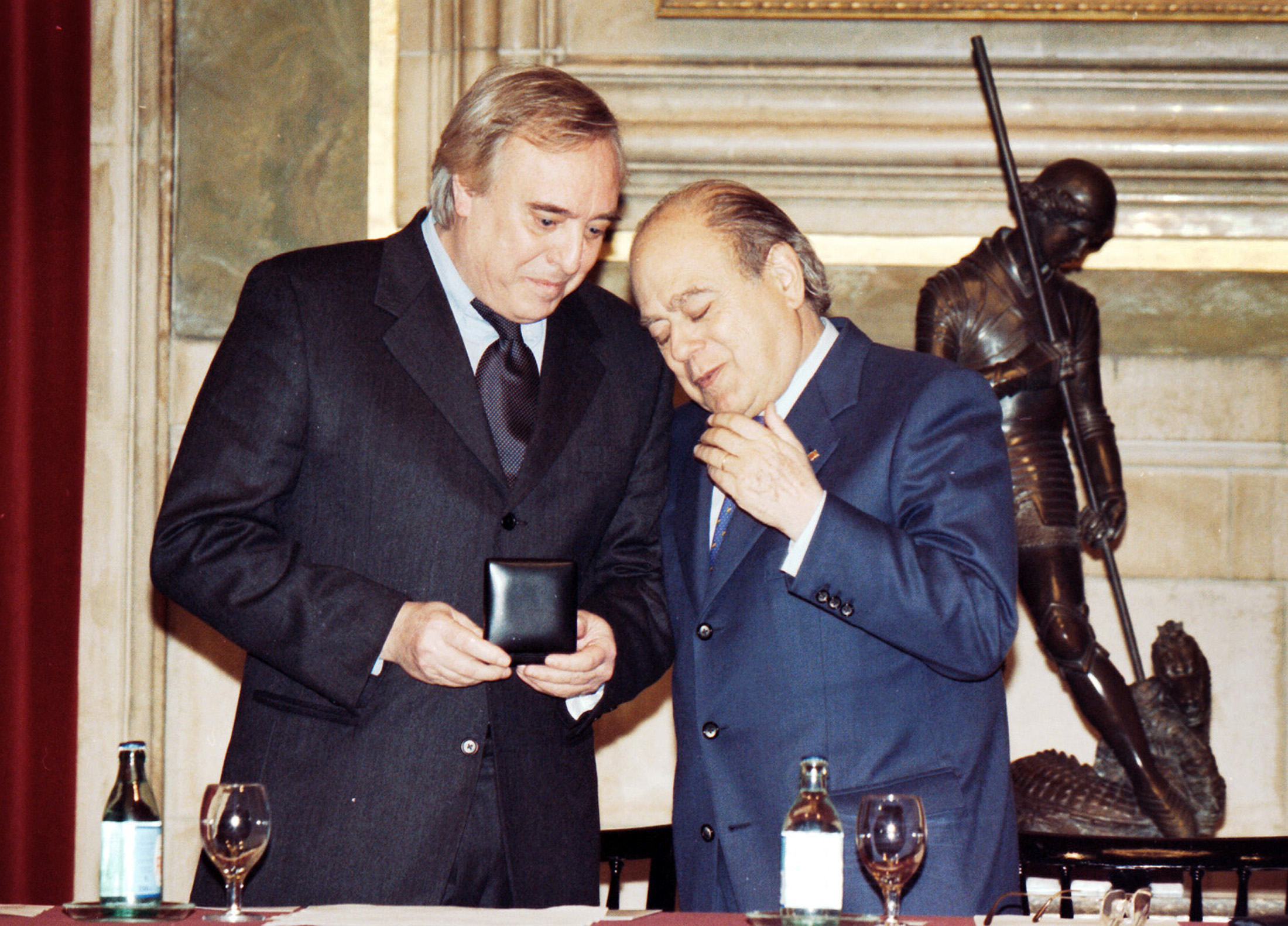
Giacomo Aragall (links) und der katalanische Regierungschef Jordi Pujol (1997)

Jaume Aragall i Garriga (* 6. Juni 1939 in Barcelona) ist ein spanischer Opernsänger (Tenor) aus Katalonien. International ist er vor allem bekannt als Giacomo Aragall oder in der spanischen Namensform Jaime Aragall.

## Leben
Nach einem Gesangsstudium in Barcelona bei Jaime Francisco Puig, dem Gesangslehrer auch von Josep Carreras, wechselte Jaume Aragall mit einem Stipendium des Gran Teatre del Liceu nach Mailand. Dort setzte er sein Studium bei Vladimir Badiali fort und entwickelte von Italien aus seine Weltkarriere als Giacomo Aragall.
1963 gewann er den Verdi-Wettbewerb in Busseto und noch im selben Jahr erfolgte sein Debüt in I Lombardi alla prima crociata im Teatro La Fenice von Venedig und es folgte, ebenfalls 1963, L’amico Fritz von Mascagni. 1964 sang er den Cavaliere in Cardillac von Paul Hindemith und den Rodolfo in La Bohème.
Ab der folgenden Spielzeit war Aragall in allen bedeutenden Opernhäusern der Welt zu Gast. 1966 sang er in der Mailänder Scala den Romeo in einer aufsehenerregenden Aufführung von Bellinis I Capuleti e i Montecchi mit Renata Scotto und dem jungen Luciano Pavarotti. Eine weitere bedeutende Rolle war der Herzog von Mantua in Verdis Rigoletto, die ihn 1965 in die Arena von Verona führte, 1968 in das Royal Opera House und die Metropolitan Opera sowie 1973 in die San Francisco Opera.
Die größten Erfolge feierte Aragall in Lucia di Lammermoor, Madama Butterfly, La traviata, Werther, Faust, Tosca, Manon, Don Carlos, Un ballo in maschera und Simon Boccanegra.
Sein Repertoire umfasst auch einige seltenere Werke wie Esclarmonde von Jules Massenet, von dem eine gefeierte Aufnahme mit Joan Sutherland existiert, oder Caterina Cornaro von Donizetti mit Montserrat Caballé.
Jaume Aragall hat zahlreiche Preise und Ehrungen erhalten, wie etwa den Titel eines Kammersängers an der Wiener Staatsoper.
Am 24. Juni 2015 wurde ihm von Staatsoperndirektor Dominique Meyer im Teesalon der Wiener Staatsoper das Österreichische Ehrenkreuz für Wissenschaft und Kunst I. Klasse überreicht.